# Редер, Джонни
Джон Энтони Редер (англ. John Anthony Reder; 24 сентября 1909, Люблин — 12 апреля 1990, Фолл-Ривер, Массачусетс) — американский бейсболист и футболист. Играл вратарём за ряд клубов Американской футбольной лиги, трижды становился победителем чемпионата. Выступал в Главной лиге бейсбола в составе «Бостон Ред Сокс».

## Биография
Джон Энтони Редер родился 24 сентября 1909 года в Люблине, на территории Царства Польского в составе Российской империи. Его родителями были Джон и Нелли Редер, в 1912 году эмигрировавшие в США. Согласно данным переписи населения 1920 года семья проживала в городе Фолл-Ривер в штате Массачусетс. Джон Редер был извозчиком на мельнице, Нелли работала на ткацкой фабрике. Их сын окончил приходскую школу святого Станислава, затем учился в старшей школе имени Брэндона Дьюрфи.
По словам самого Редера, в профессиональном бейсболе он дебютировал в 1928 году в составе команды «Харрисберг Сенаторз», но подтверждений этому не найдено. Известно, что в 1929 году он начал профессиональную футбольную карьеру в качестве вратаря в команде «Фолл-Ривер», игравшей в Американской футбольной лиге. По итогам сезона 1928/29 годов команда стала победителем чемпионата. В том же году Редер принимал участие в выставочной игре «Фолл-Ривер» против «Рейнджерс», которая завершилась поражением со счётом 2:3. В феврале 1931 года его команда обыграла «Велес Сарсфилд» со счётом 5:2. Весной 1931 года он перешёл в другую команду лиги «Нью-Йорк Янкис», вместе с которой также стал победителем чемпионата. Третий в карьере титул чемпиона Редер выиграл с клубом «Нью-Йорк Джайентс» в 1932 году. Позже в том же сезоне он перешёл в «Нью-Бедфорд» и выиграл Национальный кубок вызова.
После окончания футбольного сезона 1932 года Редер приехал на просмотр в «Бостон Ред Сокс» и смог закрепиться в составе, выбив хоум-ран во время тренировочного матча против основных игроков команды. В апреле он дебютировал в Главной лиге бейсбола. За «Ред Сокс» он играл до июня, в десяти проведённых играх отбивая с показателем 13,5 %. Затем Редера отправили в фарм-клуб «Хейзлтон Маунтинирс», где он провёл остаток сезона. Зимой он вновь вернулся на футбольное поле в составе «Фолл-Ривер». В последующие три года он сосредоточился на бейсбольной карьере, выступая за «Рединг Ред Сокс» и постепенно прогрессируя. В команде задействовали Редера как питчера и игрока первой базы. В 1934 году его показатель отбивания в играх Лиги Нью-Йорка и Пенсильвании составил 30,8 %.
В 1935 году он перешёл в команду «Уильямспорт Грейс», входившую в систему клуба «Филадельфия Атлетикс». По итогам сезона эффективность Редера на бите составила 31,8 %, его признали самым ценным игроком лиги. В одном из матчей он успел сыграть на всех девяти позициях на поле. Через год он вернулся в систему «Ред Сокс» и отыграл сезон в «Сиракьюз Чифс». Последним в его спортивной карьере стал 1937 год, по ходу которого Редер успел поиграть за «Чифс» и «Грейс».
Уйдя из спорта, Редер устроился на работу в компанию по производству упаковки из гофрированного картона. Со временем он занял в ней должность главного инженера. В 1943—1945 годах он проходил службу на флоте, участвовал во Второй мировой войне. Скончался Редер 12 апреля 1990 года от сердечной недостаточности. Ему было 80 лет.